# Chorebus serus
Chorebus serus är en stekelart som först beskrevs av Nixon 1937.  Chorebus serus ingår i släktet Chorebus och familjen bracksteklar. Inga underarter finns listade i Catalogue of Life.